# 陳楠 (演員)
陳楠（1995年8月24日—），女，浙江人，中國內地电视剧演員。在2012年加入娛樂圈，以《深宮諜影》这一部电视剧成名。

## 生平
陳楠2012年正式加入娛樂圈，在《深宮諜影》中的角色是馨兒，同年在電視劇《親愛的回家》出鏡。在2013年到上海戲劇學院讀书後，在2014年的古裝神話劇《劉海戲金蟾》飾演姜平。

## 作品
- 唐宮燕
- 深宮諜影
- 青春風暴
- 土地公土地婆
- 嫁入豪門
- 親愛的回家
- 劉海戲金蟾